# Towdie
Towdie je slovenská akční adventura z roku 1994. Vytvořila ji společnost DSA Computer Graphics a vydala společnost Ultrasoft. Hra se inspirovala v herní sérii Dizzy.
Hra vypráví příběh neposedného tvora Towdieho, který žije v království Alkria. To je však pustošeno zlým drakem Quidem. Čarodějnice Vanda seslala na království věčnou noc. V té se ztratila a vydala se hledat silnější kouzla, která jí umožní draka porazit. Už je však pryč velmi dlouho a Towdie se tedy rozhodne draka porazit sám.